# Джоді Вільямс
Джоді Вільямс (англ. Jody Williams, нар. 9 жовтня 1950, Браттлборо, Вермонт) — американська активістка і викладач; засновник Міжнародного руху за заборону протипіхотних мін, лауреат Нобелівської премії миру 1997 року.

## Біографія
У 1972 році отримала ступінь бакалавра мистецтв в Університеті Вермонта, в 1974 — ступінь магістра в галузі викладання іспанської мови та англійської як другої мови (англ. English as a Second Language) в вермонтського Школі міжнародного навчання. У 1984 році Школою міжнародних досліджень Університету Джонса Хопкінса їй було присвоєно ступінь магістра мистецтв в області міжнародних відносин. Після роботи викладачем в Мексиці, Великій Британії і Вашингтоні почала вести гуманітарну діяльність в країнах, що розвиваються. У 1986 році зайняла пост заступника директора лос-анджелеської благодійної організації з надання медичної допомоги в Сальвадорі. У 1992 році очолила Міжнародний рух за заборону протипіхотних мін. Зусиллями організації і особисто Вільямс в 1997 році була підписана Конвенція про заборону виробництва і використання протипіхотних мін (проте деякі країни Росія, КНР і самі США відмовились від підписання угоди). За діяльність, спрямовану на заборону і ліквідацію протипіхотних мін, Вільямс і очолюваний нею рух стали лауреатами Нобелівської премії миру за 1997 рік. У 2003 році Вільямс виступила затятим противником американської військової кампанії в Іраку, за що навіть була піддана арешту.
Вільямс продовжує відзначатися за її внесок у захист прав людини та глобальну безпеку. Вона лауреат п'ятнадцяти почесних ступенів. У 2004 році в своєму першому такому списку журнал Forbes назвав її однією зі 100 найвпливовіших жінок світу.
У 2020 році Вільямс закликала корпорацію Chevron сплатити витрати на очищення мешканців нафтового родовища Lago Agrio, які були присуджені в 2011 році і відтоді ведуться в суді.